# Jerash
Jerash o Jarash (àrab: جرش, Jarax) és una ciutat de Jordània, capital de la governació homònima, situada al nord del país, a uns 50 km d'Amman, al sud-est del Djabal Adjlun i a la vora del uadi al-Dayr, afluent del uadi al-Zarka (Chrysoroas en grec). Correspon a l'antiga Gerasa. La seva població és de 31.552 habitrants (2004).
Ha adquirit un gran desenvolupament als darrers seixanta anys per la seva situació estratègica i després per desenvolupament del turisme, segona destinació del país (després de Petra). La ciutat moderna es troba a l'oest de l'antiga. Sota els àrabs després del 634, fou part del djund d'al-Urdunn; al segle x encara tenia la meitat de la població d'origen grec, però havia perdut importància i actualment no resta cap construcció musulmana, tot i que s'hi va construir un castell en temps de Tugthegin atabeg de Damasc, però fou destruït per Balduí de Jerusalem el 1121. Al segle xiii estava abandonada; sota l'imperi otomà va pertànyer al kada d'al-Meradh, regió afectada pels atacs dels beduïns Bani Sakr. El 1878 s'hi van instal·lar emigrants circassians i txetxens i van construir la moderna ciutat. El 1948 i 1967 s'hi van instal·lar nombrosos refugiats palestins. Vers el 2000 la ciutat va incorporar diverses localitats veïnes com Souf, Dairelliat, Thougretasfour, Jaba, Aljbarat i Majar. Des de 1981 fou seu d'un festival de tres setmanes a l'estiu de música, dansa i teatre.